# Chomutov (distrikt)
Chomutov (tjeckiska: okres Chomutov) är ett distrikt i Tjeckien. Det ligger i regionen Ústí nad Labem, i den nordvästra delen av landet, 90 km väster om huvudstaden Prag. Antalet invånare är 124 874. Arean är 935 kvadratkilometer. Distriktet Chomutov gränsar till Karlovy Vary.
Terrängen i distriktet Chomutov är huvudsakligen kuperad, men österut är den platt.
Distriktet Chomutov delas in i:
- Chomutov
- Jirkov
- Klášterec nad Ohří
- Kadaň
- Údlice
- Černovice
- Perštejn
- Blatno
- Boleboř
- Pětipsy
- Spořice
- Bílence
- Březno
- Chbany
- Rokle
- Kovářská
- Domašín
- Droužkovice
- Všehrdy
- Výsluní
- Vysoká Pec
- Otvice
- Kalek
- Křimov
- Pesvice
- Radonice
- Málkov
- Hora Svatého Šebestiána
- Hrušovany
- Veliká Ves
- Místo
- Vejprty
- Kryštofovy Hamry
- Mašťov
- Libědice
- Loučná pod Klínovcem
- Měděnec
- Nezabylice
- Okounov
- Račetice
- Strupčice
- Vrskmaň
- Vilémov
- Všestudy

Följande samhällen finns i distriktet Chomutov:
- Chomutov
- Klášterec nad Ohří
- Vejprty
- Kovářská
- Perštejn
- Okounov
- Utociste
- Rašovice
- Kotvina